# Körmend
Körmend (németül: Kirment, szlovénül: Kermendin, vendül: Karmadén, horvátul: Kirmied) Rába-parti város Vas vármegyében, a Körmendi járás székhelye, jelentős történeti események színhelye. Határában fut az M80-as autóút és a 86-os főút, így fontos közlekedési csomópont. Földrajzilag a Nyugat-magyarországi peremvidék, azon belül pedig a Vas–Soproni-síkság, Rábai teraszos sík részét képezi.

## Fekvése
A Rába völgyében, annak bal parti oldalán terül el, a Pinka torkolatának közelében. A nyugati országhatár közelében fekvő jelentős közúti forgalmi csomópont.
A szomszédos települések: észak felől Rádóckölked, északkelet felől Magyarszecsőd, kelet felől Molnaszecsőd és Döröske, délkelet felől Szarvaskend, Nagymizdó és Katafa, dél felől Nádasd, délnyugat felől Halogy és Csákánydoroszló, nyugat felől Kemestaródfa és Magyarnádalja, északnyugat felől pedig Harasztifalu.

### Megközelítése

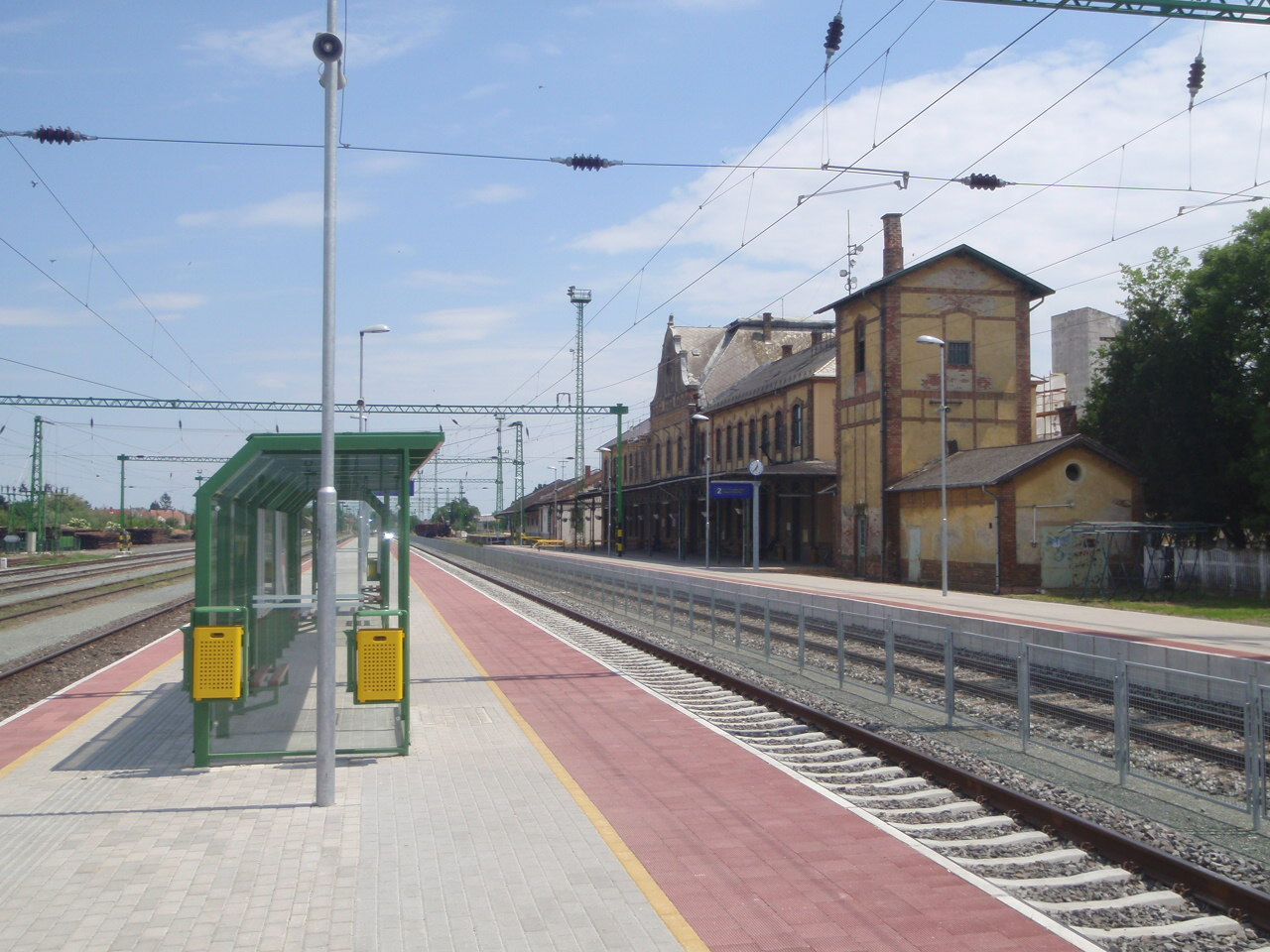
Vasútállomás a Szombathely–Szentgotthárd-vasútvonalon

A városon végighúzódik, kelet-nyugati irányban a 8-as főút, így az a legfontosabb közúti elérési útvonala az ország távolabbi részei felől éppúgy, mint Ausztria irányából. A megyeszékhely Szombathely irányából a 86-os főúton érhető el a legegyszerűbben, Zala vármegye felől pedig a 76-os főúton közelíthető meg, bár ez utóbbi főút közvetlenül nem érinti: még Nádasd előtt véget ér, beletorkollva a 86-os útba. 2021. október 21-étől az M80-as autóút elkerüli a települést, jelentősen csökkentve a belvároson áthaladó tranzitforgalmat.
A környező települések közül Jákkal (és azon keresztül Szombathellyel) a 8707-es út, Rádóckölkeddel és Egyházasrádóccal a 8722-es út, Pinkamindszenttel pedig a 8708-as út köti össze.
A hazai vasútvonalak közül a várost a Szombathely–Szentgotthárd-vasútvonal és a Körmend–Zalalövő-vasútvonal érinti, közös itteni megállási pontjuk Körmend vasútállomás, mely a belváros északkeleti részén, közvetlenül az autóbusz-állomás mellett helyezkedik el.

## Története

### Nevének eredete
Egy 1238. évi oklevél említi legkorábbról Villa Curmend terra regist, vagyis Körmend falut, mely akkor királyi birtok volt. Neve a csagataj türk Kärmän - vár, illetve erődített vízi átkelőhely értelmű szóból eredeztethető.

### Középkor
A tatárjárás után IV. Béla a megfogyatkozott lélekszámú településnek – melynek akkor már várát (Arx Körmend), templomát is említették – 1244. október 28-án kibocsátott oklevélben városi kiváltságokat adományozott, melyet V. István 1270-ben, Károly Róbert pedig 1328-ban megerősített a vámmentességre, bíróválasztásra, örökösödési jogra vonatkozó pontokkal együtt. 1345-ben I. Lajos király megerősítette polgárai vámmentességét. Tizenkét évvel később egy írásos forrás „civitasként”, azaz a királyi városként említette, ekkor bírája, esküdt polgárokból álló tanácsa volt. A középkori városképet mindenekelőtt a területén fekvő egyházi épületek határozták meg. A Szent Márton-templomot az őslakosok emelhették, a Szent Erzsébet-templom viszont a hospesek, a német telepesek városrészén állott. Az Ágoston-rendiek Szűz Mária-kolostora évszázadokig Körmend meghatározó építményei közé tartozott. Körmenden a középkorban plébániai iskola is működött.
Körmend Zsigmond király uralkodásának idején szűnt meg királyi birtok lenni. Ekkor Ellerbach János tulajdona, majd 1412-ben Szécsi Péter kéri beíratását az oppidiumba, azaz mezővárosba, de 1430-ban már a Széchényiek bírják. 1497-ben II. Ulászló az egész ország területére vámmentességet biztosít az itt élő kereskedőknek, s ekkor már számottevő országos vásárokat is tartanak, ami jelentős kézművesréteg jelenlétét is feltételezi. E korban a város erődített hellyé, fontos központtá válik. 1514-ben a vár és a város Erdődi Bakócz Tamásé.

### Mohács után
1548-ban Körmend Tarnóczy András birtokába kerül, de az Erdődyek 1565-ben visszavásárolják, s az övék is marad jó ideig. A 16. században Körmend városképe a megváltozott helyzetet tükrözve alaposan átalakult. A várost palánkkal, árokkal vették körül. A település északkeleti sarkán az előző évszázadban az Ellerbachok vagy a Szécsiek emelte várkastélyt bástyákkal, fallal és kapuval megerősítették.
A város 1595-ben Kaszaházi Joó János perszonális tulajdona, akitől az Illésházi perbe keveredvén II. Rudolf király elkobozza, majd 1604-ben Batthyány Ferenc főlovászmesterének ajándékozta. A vár és a város története ettől az évtől kezdődően közel 300 évig összekapcsolódik a Batthyány család történetével. A török veszély fokozódása miatt Batthyány Ádám Körmendet végvárrá nyilvánítja, s lakóinak hajdú kiváltságot ad, de egyúttal katonai szolgálatra is kötelezi őket. Jeles dátum Körmend történetében 1664. július 26-27., a körmendi csata napja. Ahmed Köprülü nagyvezír a Rába átjáróit akarta elfoglalni, hogy hatalmas seregével Bécs felé nyomuljon. A védősereg (francia, horvát, német, osztrák és magyar csapatok) július 26-án ezeket a pontokat megszállta, és a várból ágyútűz alá vette a jobb parton táborozó törököket. Másnap az átkelést meghiúsították. A csata hadászati szempontból nem volt jelentős, de hatása lett a szentgotthárdi ütközet kimenetelére.
Körmend a II. Rákóczi Ferenc vezette szabadságharcból is kivette a részét. Többször cserélt gazdát az immár palánkjától megfosztott város, miközben házait és a várát is porig felégették. Az 1716-os év fordulat a település életében. A Batthyányiak Körmendet a majorátus központjává tették, innen irányították körmendi, németújvári, kanizsai, dobrai, trautmansdorfi domíniumaikat. Ekkor kezdődik meg a vár főúri kastélyegyüttessé való bővítése, átalakítása, mely Batthyány Lajos országnádor nevéhez fűződik. A napóleoni háborúk során vonuló seregek Körmendet sem kerülték el, különféle francia ezredek szállták meg a várost. 1809-ben a Francia Birodalom legkeletibb pontja Körmend városa volt. 1848-ban különösebb hadi események nem történnek itt, csupán néhány napig tartózkodik a városban Nugend tábornok 10 000 fős seregével és 36 ágyújával.
A kiegyezést követően 1871-ben elvesztette eddigi városi rangját, de megtartotta a térségen belüli vezető szerepét, és továbbra is a járás közigazgatási központja maradt. Ebben az időben jelentős kereskedelemmel rendelkező város, az ipari fejlődése azonban elmaradt. 1872-ben megnyílt a Szombathely-Grác közötti vasútvonal, mely Körmenden vezetett keresztül, majd 1899-ben Körmend-Németújvár és 1907-ben Körmend-Muraszombat között is megindult a vasúti forgalom.

### 20. század
Kisebb, mezőgazdasági termékek feldolgozását biztosító üzemek épültek. Gőzfűrész, gőzmalom, ecetgyár, húsfeldolgozó, téglagyár, gazdasági gépgyár és cementgyár is működik Körmenden. A város villamosítása 1911-ben indult meg.
Az első világháborút követően Körmend természetes vonzáskörzete leszűkült, határmentivé válása a fejlődést hátráltató tényezővé vált. A két világháború közt a település fejlődése lelassult. A 2. világháborút követően, kezdetben a nyugati határövezeti elhelyezkedéséből adódóan, ez tovább folytatódott. 1969-ben adták át a Kossuth Lajos utcában a város eredeti autóbusz-állomását, mely 2012-ben szűnt meg. A hetvenes évek elejétől - részben az ország gazdasági fejlődése, részben a nemzetközi feszültség enyhülése és a turizmus fellendülésének hatására - a település dinamikus fejlődésnek indult. Az előzőkben jelzett társadalmi-gazdasági változásokra érzékeny helyi- és megyei vezető szervek alkotó együttműködésével a település városi szintre történő fejlesztésének tervezési munkái megindultak. A ZALATERV tervezőcsoportja Kiss Tamás főmérnök irányításával vizsgálta meg Körmend kistérségi és települési körülményeit (adottságait, lehetőségeit és állapotát), s ezekre alapozva dolgozta ki mind a térség, mind Körmend fejlesztési és rendezési terveit. Ennek a keretében készült el Körmend várossá fejlesztési programja és a leendő városközpont rendezési terve (1973).
1978. december 31-én Körmendet várossá nyilvánították. A fejlesztési és rendezési tervek fő elképzelései (például a 8. sz út menti rekonstrukció, közlekedési és közműfejlesztések, stb.) napjainkban már megvalósultak, mások - némi korszerűsítő módosítással - a város további tervszerű fejlesztését szolgálják.
1980. augusztus 20-án került sor a 86-os főút várost elkerülő szakaszának átadására és az új Rába-híd avatására. A szalagot Cseri István közlekedési és postaügyi miniszterhelyettes vágta át. A körmendiek részéről Illés Imre városi tanácselnök vette át jelképesen az objektumokat Szabó Zoltán megyei közúti (KPM) igazgatótól, aki elmondta: a 86-os elkerülő és az új híd akkori áron 115 millió forintba került. Az új ártéri és Rába híd és tehermentesítette az egynyomon járható belvárosi Rába hidat.

### 21. század
2012. február 15-én adták át Körmend jelenlegi autóbusz-állomását a Vasútmellék utcában, közvetlenül a vasútállomás szomszédságában.

## Idegen elnevezései
Németül Kirment, szlovénül Kermendin, vendül Karmadén a város neve. Horvátul két neve van. A szentpéterfai horvátok Kermiennek, a horvátlövői horvátok Kirmiednek hívták.

## Közélete

### Polgármesterei
| Polgármester | Polgármester    | Polgármester                               |  |
| ------------ | --------------- | ------------------------------------------ |  |
| 1990–1994    | Farkas József   | nem ismert                                 |  |
| 1994–1998    | Honfi József    | MSZP                                       |  |
| 1998–2002    | Honfi József    | MSZP                                       |  |
| 2002–2006    | Bebes István    | Fidesz-MDF-FKgP-Polgári Összefogás Körmend |  |
| 2006–2010    | Bebes István    | Polgári Összefogás-Fidesz-KDNP             |  |
| 2010–2014    | Bebes István    | Fidesz–KDNP                                |  |
| 2014–2019    | Bebes István    | Fidesz–KDNP                                |  |
| 2019–2024    | Bebes István    | Fidesz–KDNP                                |  |
| 2024–        | Dr. Szabó Barna | Fidesz–KDNP                                |  |

## Népesség
A település népességének változása:
| Lakosok száma | 11 694 | 11 610 | 11 236 | 10 781 | 10 438 | 10 255 | 10 177 |
|               | 2013   | 2014   | 2018   | 2021   | 2022   | 2023   | 2024   |

A 2011-es népszámlálás során a lakosok 84,6%-a magyarnak, 1,1% németnek, 1,1% cigánynak, 0,2% horvátnak mondta magát (15,4% nem nyilatkozott; a kettős identitások miatt a végösszeg nagyobb lehet 100%-nál). A vallási megoszlás a következő volt: római katolikus 59,6%, református 4,8%, evangélikus 4,1%, görögkatolikus 0,1%, felekezet nélküli 5,8% (24,8% nem nyilatkozott).
2022-ben a lakosság 93,7%-a vallotta magát magyarnak, 1,2% németnek, 0,8% cigánynak, 0,2% horvátnak, 0,1-0,1% bolgárnak, szlovénnek és románnak, 2,3% egyéb, nem hazai nemzetiségűnek (6,1% nem nyilatkozott; a kettős identitások miatt a végösszeg nagyobb lehet 100%-nál). Vallásuk szerint 52,3% volt római katolikus, 4,8% református, 4% evangélikus, 0,2% görög katolikus, 1,1% egyéb keresztény, 1,4% egyéb katolikus, 5,7% felekezeten kívüli (30,3% nem válaszolt).

## Képek

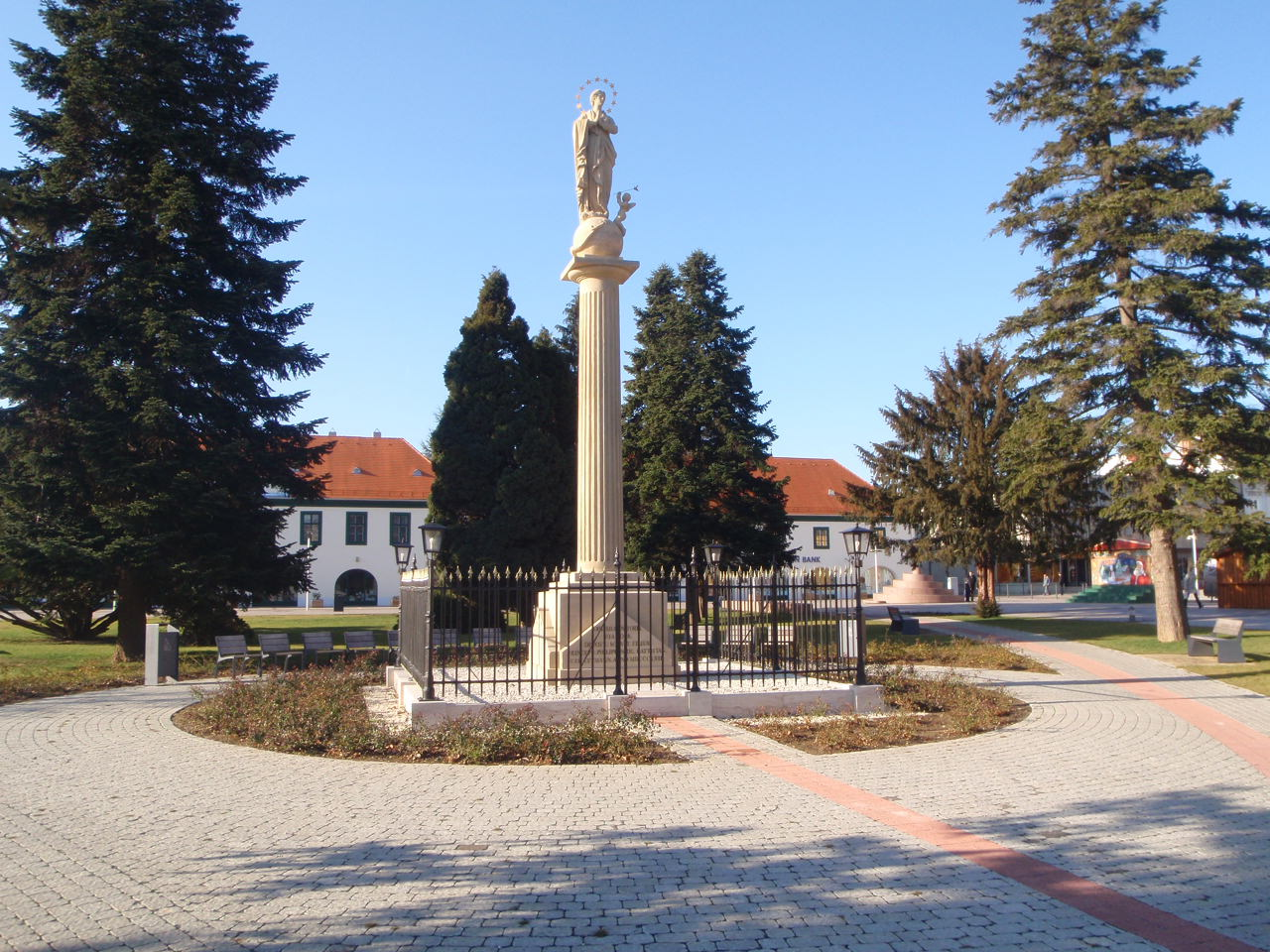
A megújult Szabadság tér a Mária Immaculata-szoborral
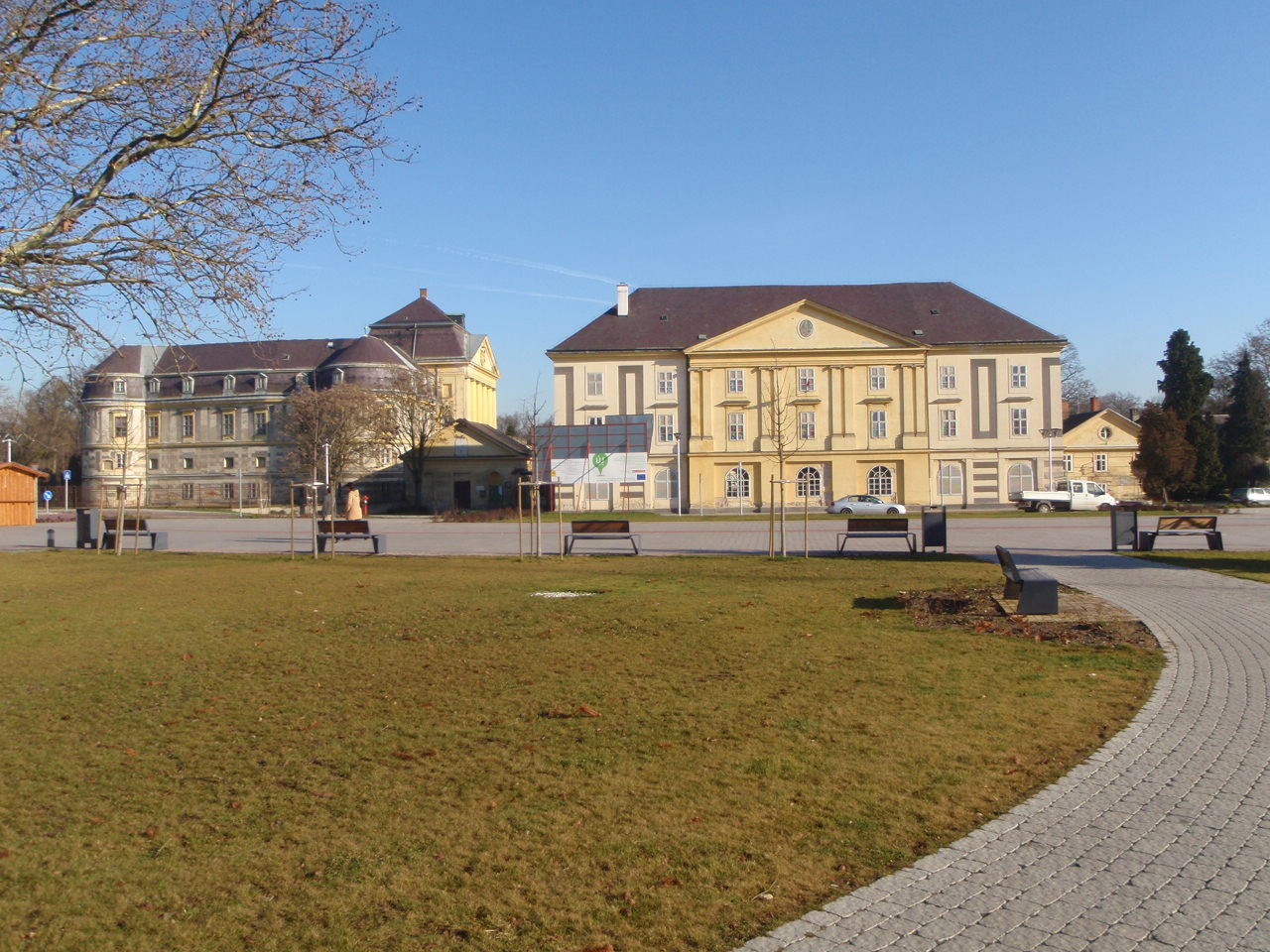
A megújult Szabadság tér keleti oldala (2012)
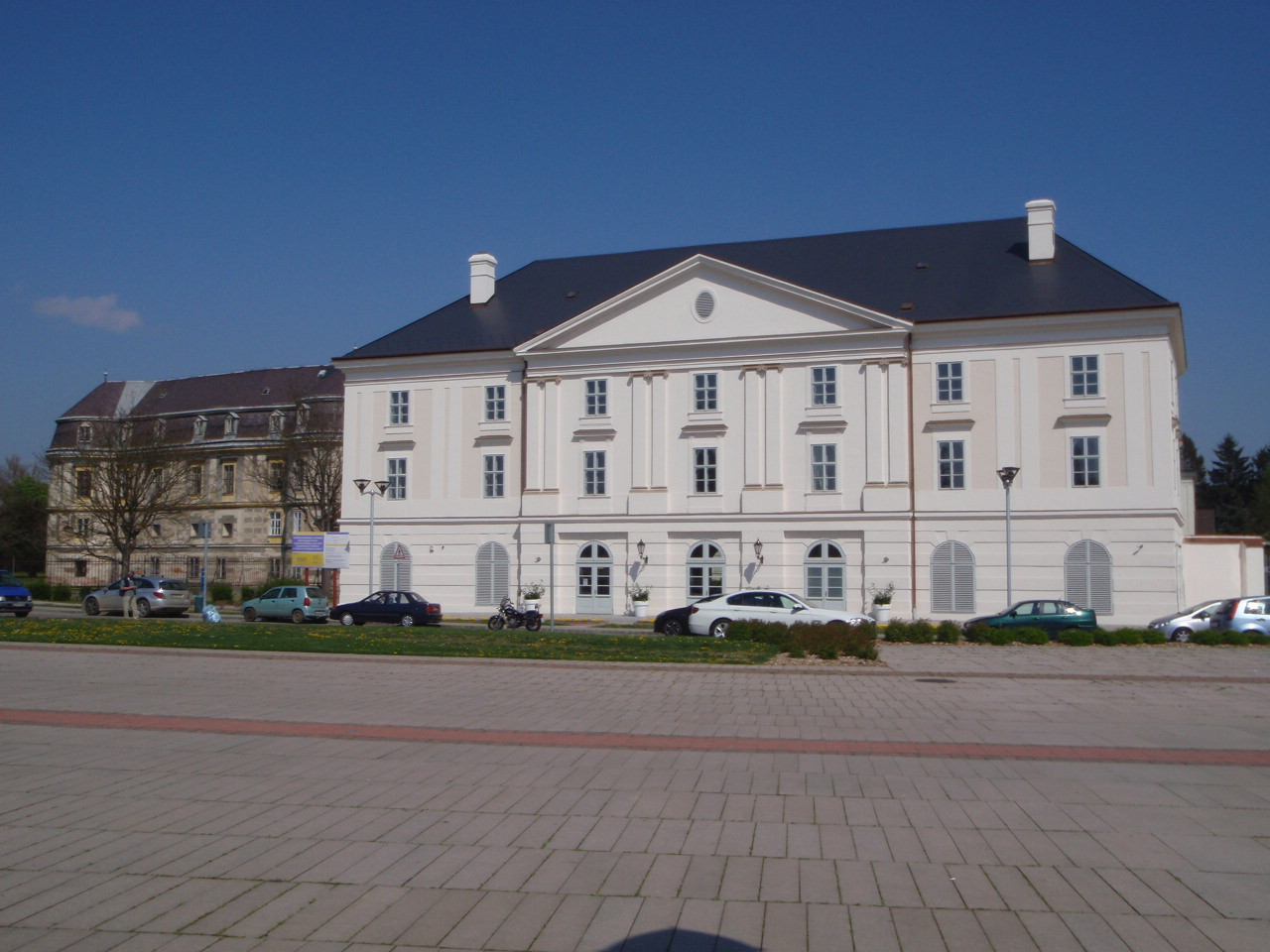
Körmend Batthyány kastély megújult lovardája
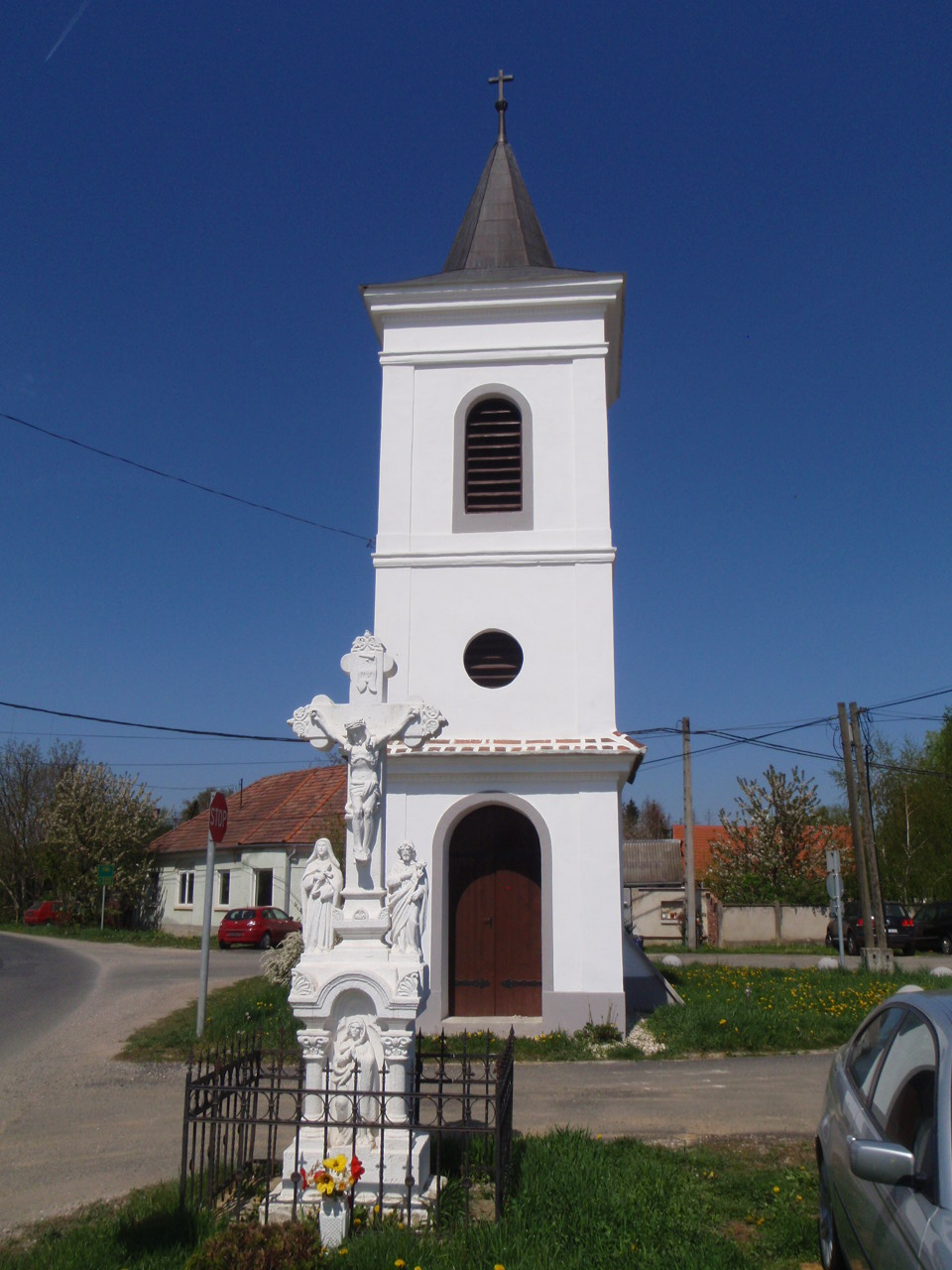
Felsőberkifalu harangtornya
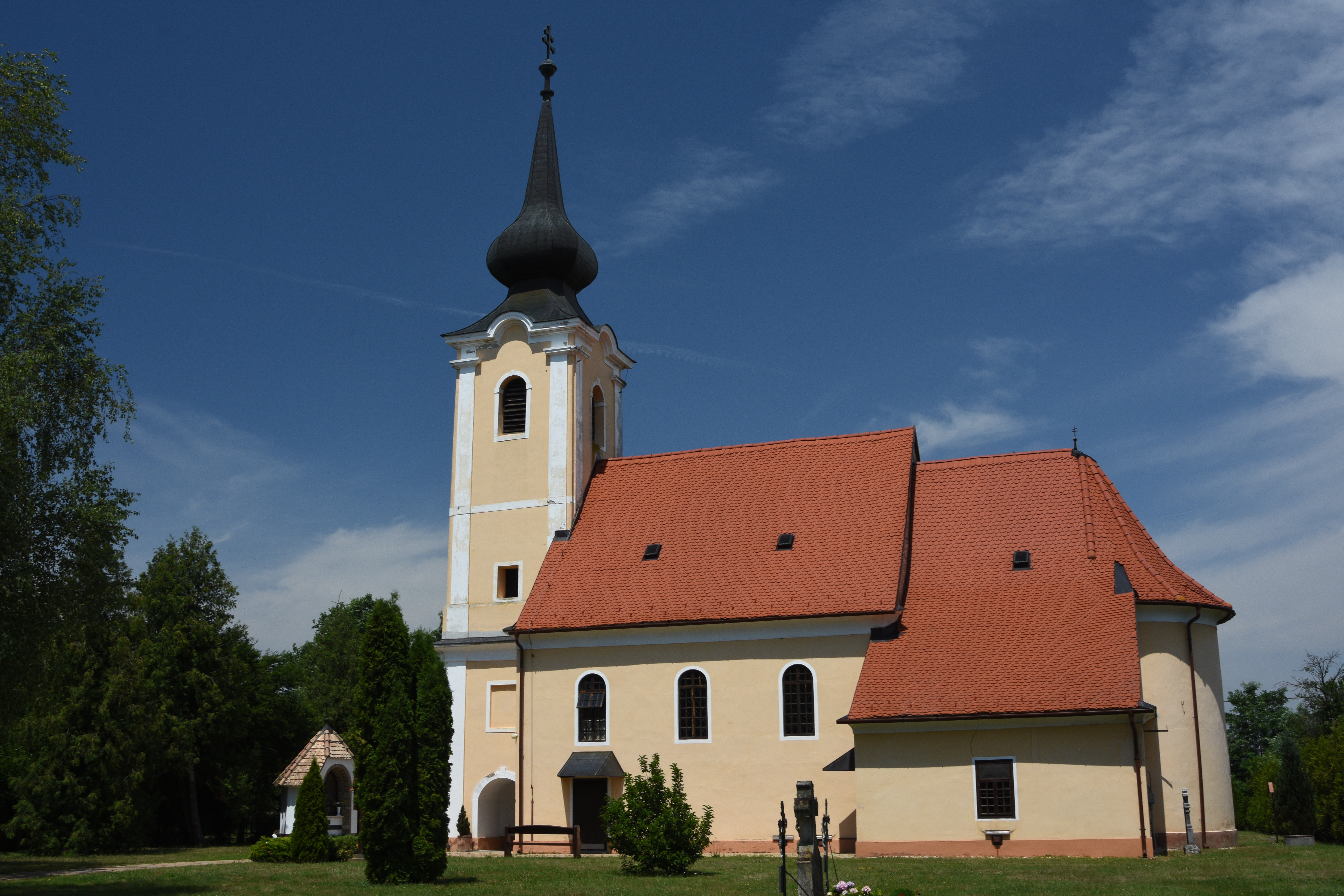
Malomúti-dűlő

## Nevezetességei
- Körmendi nagy platán

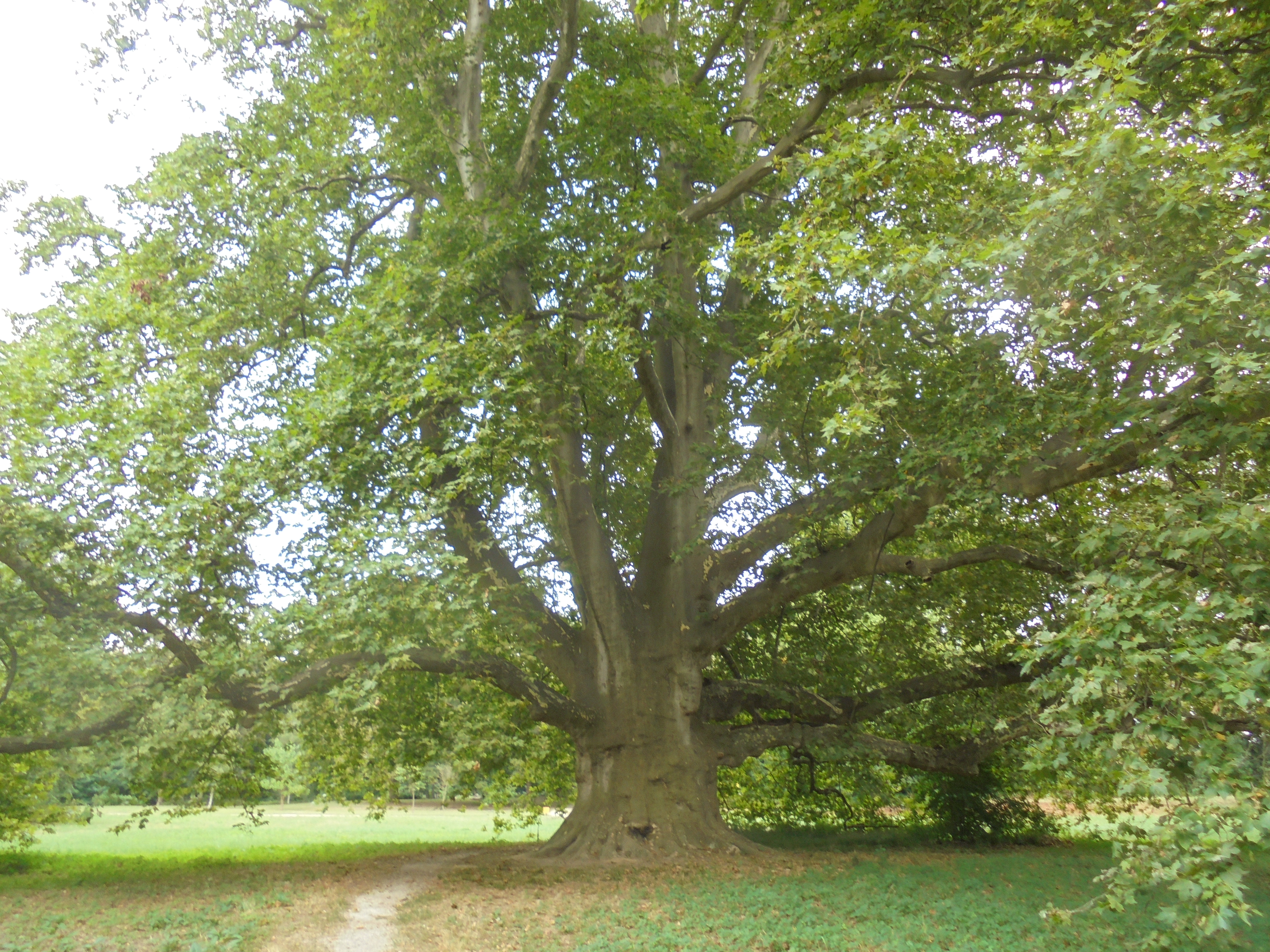
A körmendi nagy platán

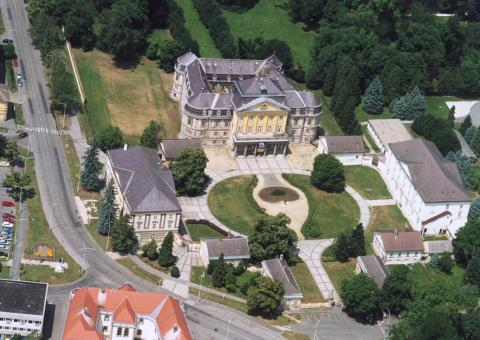
A körmendi várkastély

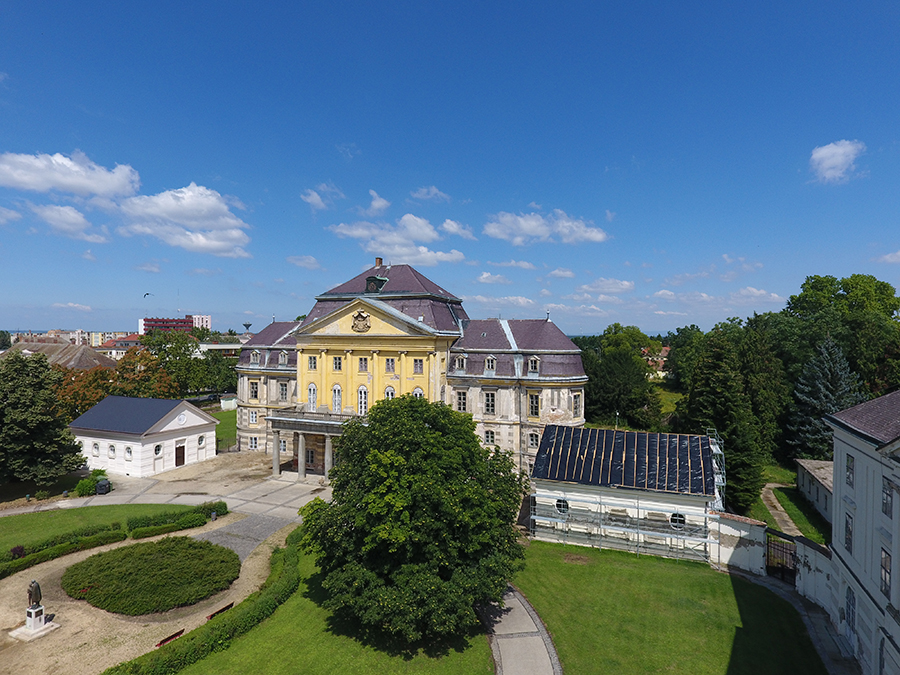
A Batthyány–Strattmann kastély

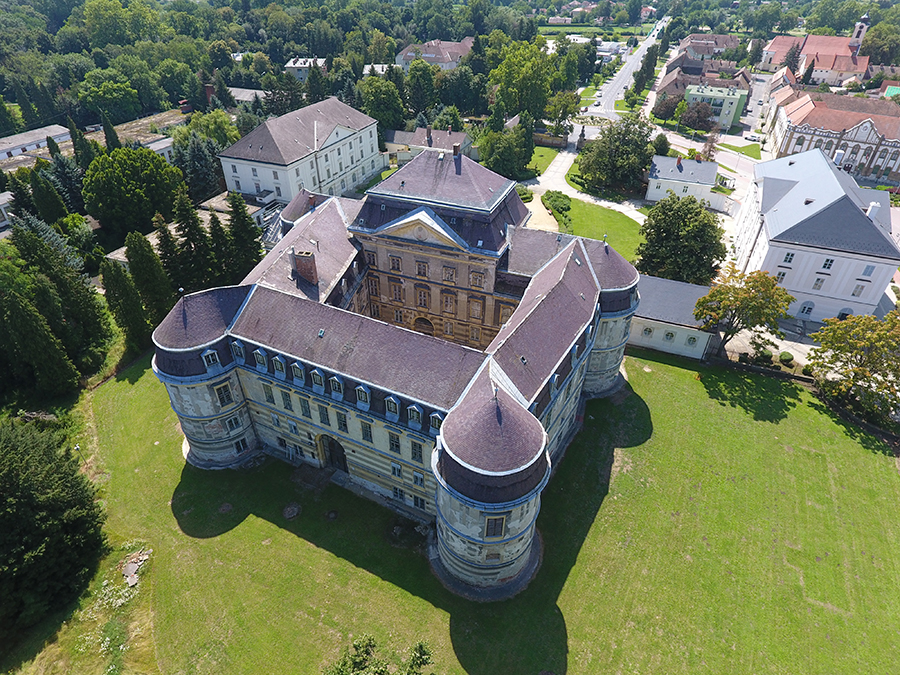
A Batthyány–Strattmann-kastély

- Körmendi várkastély (Batthyány–Strattmann-kastély, 17. század) - a főépületben a Dr. Batthyány-Strattmann László Múzeum[17]
- Római katolikus templom, késő gótikus, 16. századi alapokon.
- Tiszti ház
- Maria Immaculata-szobor

A város főterén található dór oszlopon nyugvó földgömbön áll Szűz Mária szobra, melyet Batthyány Fülöp herceg készíttetett szülei emlékére 1822-ben. Glóriáját a város világíttatta ki dr. Batthyány-Strattmann László előtti tisztelgésül.
- Heiszig-ház

A 19. században a két különálló épület a gazdag Heiszig kereskedőcsalád és a Vas Megyei Takarékpénztár tulajdona volt. A század végén építették össze őket eklektikus stílusban.
- Református templom

Épült 1788-ban. Belső falát Haranghy Jenő freskói díszítik. Késő barokk stílusú tornyát 1825-ben emelték.
- Evangélikus templom

A református templom tőszomszédságában álló, neogótikus stílusú templom 1888 óta a város ékessége.
- A világháború áldozatainak emlékműve

A Hősök terén áll, Kisfaludi Strobl Zsigmond alkotása.
- Kölcsey Utcai Általános Iskola

Korábban sörfőzde működött a telkén, a polgári iskolát 1902-ben építették. 1944-ben a Ludovika Akadémiának, majd az orosz hadikórháznak adott helyet.
- Menekülttábor

## Híres körmendiek
- Itt született 1833. március 2-án Vida József jogász, tanár, költő.
- Itt született 1840. november 19-én Géber Ede orvos, bőrgyógyász, egyetemi tanár
- Itt született 1852. május 1-én Frim Jakab gyógypedagógus, tanító Elsőként létesített nevelő intézetet értelmi fogyatékosok számára (Rákospalota, 1875)
- Itt született 1877. február 14-én Gergő Imre (1886-ig Grünbaum) sebész, főorvos, egyetemi magántanár.
- Itt született 1897. március 13-án Németh Mária operaénekes
- Itt született 1914. november 7-én Görög Ilona színésznő, Hont Ferenc második felesége
- Itt született 1922. április 22-én Petőházi Gábor magyar agrármérnök, politikus
- Itt (Horvátnádalján) született 1923. február 22-én Móricz János, az ecuadori Cueva de los Tayos barlangrendszerben feltárt „Táltosok barlangja" felfedezője
- Itt született 1947-ben dr. Tarafás Imre magyar közgazdász (MTA-doktor), a közgazdasági tudományok kandidátusa
- Itt született 1953. augusztus 7-én Patonay Imre kosárlabdaedző
- Itt született 1951. augusztus 12-én Körmendy László táncművész, a Pécsi Balett szólistája, koreográfus, táncpedagógus
- Itt született 1955. október 11-én Gyurácz Ferenc kritikus, irodalomtörténész, szerkesztő, könyvkiadó
- Itt született 1955-ben Novák Éva költő, író
- Itt született 1956. június 8-án Besenyei Péter műrepülő világbajnok.
- Itt született 1965.  június 25-én Bognár Zoltán válogatott labdarúgó, hátvéd, középpályás
- Itt született 1972. december 20-án Kálmán László 78-szoros válogatott kosárlabda-játékos, edző
- Itt született 1972. február 11-én Nagy Gábor József Attila-díjas költő, író, irodalomtörténész
- Itt született 1972. január 29-én Rogán Antal magyar politikus (Fidesz), közgazdász, volt országgyűlési képviselő, miniszteri rangban a Miniszterelnöki Kabinetiroda vezetője, a miniszterelnök kabinetfőnöke
- Itt született 1979. július 25-én Mihály Péter színész

- A kastélyegyüttes egyik épületében rendezte be szemkórházát a boldoggá avatott dr. Batthyány-Strattmann László.
- Itt született Wagner Emil, a Wellhello billentyűse.
- Innen indult a Soulwave zenekar. Tagjai közül hárman a mai napig Körmenden élnek.

## Sport

### Körmend Kosárlabda Club Kft.
A kosárlabdacsapat jelenlegi támogatója az Egis Körmend. 1962-ben alakult a klub és háromszoros bajnoki (1987, 1996, 2003) és hétszeres kupagyőzelemmel (1990, 1993–1995, 1997, 1998, 2016) büszkélkedhet.
Körmendi FC, labdarúgó klub.

### További sportegyesületek
- Körmendi DMTE női kézilabda Archiválva 2006. február 10-i dátummal a Wayback Machine-ben
- Kosárlabda Körmend
- Körmendi kézilabda utánpótlás honlapja
- A körmendi foci honlapja
- Szarvas Csárda Lovas SE

## Testvérvárosai
- Heinävesi, Finnország

- Fölöstöm (Fürstenfeld), Ausztria

- Muraszombat (Murska Sobota) Szlovénia

## A település az irodalomban
A város az egyik helyszíne Szamos Rudolf Kántor nyomoz című bűnügyi regényének: egy itt elkövetett, és a legendás nyomozókutya segítségével felderített bűncselekmény-együttes (ékszerbolti betöréses lopás, majd emberölés) a Kántor életét bemutató kötet egyik lényeges epizódja. Ugyan a város nem teljes névvel, csak kezdőbetűs rövidítéssel szerepel a könyvben, de egyértelműen azonosítható, többek között azáltal, hogy a szerző a határszéli járás Rába-menti székhelyeként említi, szóba hozza egykori birtokosait, a Batthyány családot és az általuk építtetett folyóparti várkastélyt is.

## Körmendi oldalak
- a Vas Népe napilap körmendi hírei[halott link]
- Körmendi Bóbita Bábcsoport
- Körmendi Kolping Család
- Dr. Batthyányné Coreth Mária Óvoda
- Hegyaljai Szarvas Csárda
- Körmendi Fúvószenekar
- 9900.hu – Hírek Körmend és környékéről Archiválva 2018. augusztus 5-i dátummal a Wayback Machine-ben
- Egis Körmend kosárlabda csapata
- Dr. Batthyány-Strattmann László Múzeum
- Körmend - 24cities.eu, Kompetenzzentrum Steirisches Thermenland-Oststeiermark